# Granja de Torrehermosa
Granja de Torrehermosa és un municipi de la província de Badajoz, a la comunitat autònoma d'Extremadura. Limita al nord amb Azuaga i Campillo de Llerena, al sud amb Fuente Obejuna, a l'est amb los Blázquez i a l'oest con Llerena i Fuente de Cantos.	 